# 美西控股

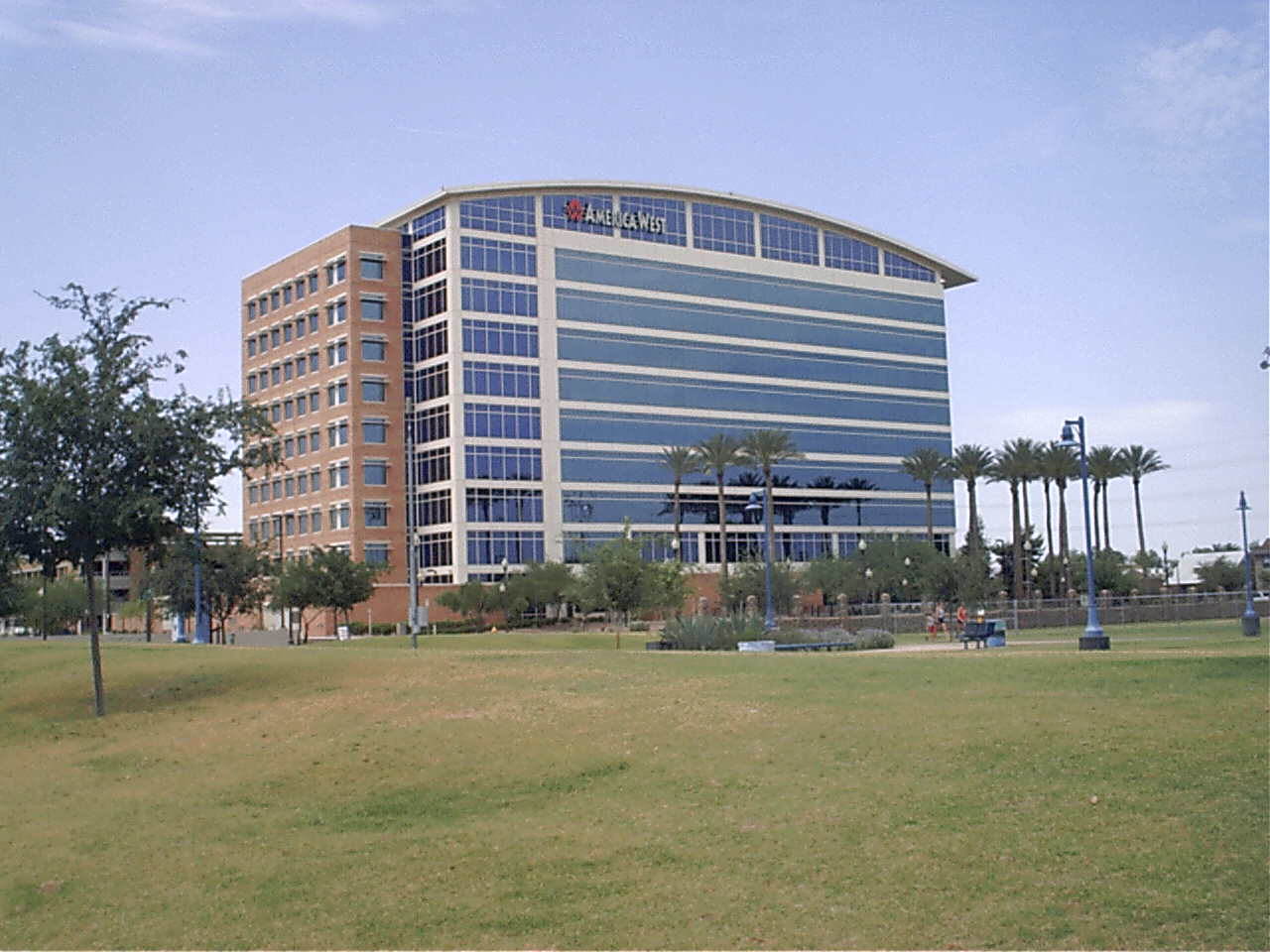
美西控股總部

美西控股 (America West Holdings Corporation) 是一家美國1981年成立的亞利桑那州私人控股公司.2005年利用全美航空合併了美西航空, 並成為全美航空集團.